# Ільяс Ахомаш
Ілья́с Ахома́ш Шакку́р (ісп. Ilias Akhomach Chakkour, араб. إلياس أخوماش شكور; нар. 16 квітня 2004, Алс-Усталетс-да-Піарола) — марокканський та іспанський футболіст, вінгер клубу «Вільярреал» і збірної Марокко.

## Клубна кар'єра
Почав займатися футболом у своєму рідному місті. 2009 року приєднався до системи «Барселони». 2013 року був відрахований з команди як безперспективний гравець. Втім після успішного сезону 2016–17 в складі юніорської команди «Хімнастіка» (Манреса) був знову запрошений до «Барселони».

### «Барселона»
7 листопада 2020 року дебютував за «Барселону Б», вийшовши в матчі Сегунди Федерасьйон проти «Андорри». Всього в своєму дебютному сезоні на дорослому рівні провів 4 матчі третьої ліги Іспанії. 6 листопада 2021 года забив перші 2 голи за дубль «Барселони», відзначившись у воротах клуба «Севілья Атлетіко».
20 листопада 2021 року дебютував за основну команду «Барселони», вийшовши в стартовому складі в матчі Ла-Ліги проти «Еспаньйола». У сезоні 2021–22 виступав за «Барселону Б» в Прімера Федерасьйон, за яку провів 15 матчів і забив 3 м'ячі. Наступний сезон 2022–23 провів виключно в «Барселоні Б», в якому забив 1 гол в 23 матчах чемпіонату.

### «Вільярреал»
В липні 2023 року уклав чотирирічний контракт з клубом «Вільярреал». Розпочав сезон 2023–24 в резервній команді «Вільярреала» в Сегунда Дивізіон. 18 серпня 2023 року дебютував за першу команду «Вільярреала», вийшовши на заміну Бену Бреретону в матчі Ла-Ліги проти «Мальорки». 9 листопада дебютував в єврокубках в поєдинку Ліги Європи УЄФА проти «Маккабі» (Хайфа). 14 грудня в матчі групового етапу Ліги Європи проти «Ренна» відзначився своїм першим голом за «Вільярреал».
У квітні 2024 року потрапив до списку топ-100 номінантів на премію «Golden Boy» (2024).

## Кар'єра в збірній
Виступав за юнацькі збірні Іспанії до 16, до 18 і до 19 років. Був капітаном збірної Іспанії (до 19 років) на юнацькому чемпіонаті Європи 2023. В 2023 році дебютував за молодіжну збірну Іспанії (до 21 року).
В листопаді 2023 року вирішив виступати за олімпійську збірну Марокко, за яку дебютував 16 листопада в товариському матчі проти збірної Данії.
13 березня 2024 року вперше викликаний до збірної Марокко головним тренером Валідом Реграгі для участі в товариських матчах проти збірних Анголи і Мавританії. 22 березня в поєдинку з Анголою дебютував за збірну Марокко, вийшовши на заміну Ельєссу Бен-Сегіру.
4 липня 2024 року потрапив до заявки олімпійської збірної Марокко для участі в матчах футбольного турніру на літніх Олімпійських іграх 2024 в Парижі. На олімпійському турнірі зіграв у матчах групового етапу проти Аргентини, України та Іраку, а також у чверфінальному матчі проти збірної США, відзначившись забитим голом. Грав у півфіналі проти збірної Іспанії, в якому марроканці поступились з рахунком 1-2, а також у матчі за 3-тє місце проти збірної Єгипту, де допоміг своїй команді перемогти та здобути бронзові медалі.

## Особисте життя
Старший брат Ільяса, Анвар — також футболіст.

## Статистика виступів

### Клубна статистика
Станом на 9 листопада 2024 
| Клуб              | Сезон             | Чемпіонат         | Чемпіонат | Чемпіонат | Кубок | Кубок | Єврокубки | Єврокубки | Всього | Всього |
| Клуб              | Сезон             | Дивізіон          | Матчі     | Голи      | Матчі | Голи  | Матчі     | Голи      | Матчі  | Голи   |
| ----------------- | ----------------- | ----------------- | --------- | --------- | ----- | ----- | --------- | --------- | ------ | ------ |
| Барселона         | 2021–22           | Ла-Ліга           | 2         | 0         | 1     | 0     | 0         | 0         | 3      | 0      |
| Вільярреал Б      | 2023–24           | Сегунда Дивізіон  | 2         | 0         | —     | —     | —         | —         | 2      | 0      |
| Вільярреал        | 2023–24           | Ла-Ліга           | 31        | 2         | 3     | 1     | 5         | 1         | 39     | 4      |
| Вільярреал        | 2024–25           | Ла-Ліга           | 11        | 1         | 1     | 0     | 0         | 0         | 12     | 1      |
| Вільярреал        | Всього            | Всього            | 42        | 3         | 4     | 1     | 5         | 1         | 51     | 5      |
| Всього за кар'єру | Всього за кар'єру | Всього за кар'єру | 46        | 3         | 5     | 1     | 5         | 1         | 55     | 5      |

1. ↑  Матчі в Лізі Європи УЄФА

### Міжнародна статистика
Станом на 12 жовтня 2024 
| Збірна            | Сезон             | Товариські | Товариські | Офіційні | Офіційні | Всього | Всього |
| Збірна            | Сезон             | Матчі      | Голи       | Матчі    | Голи     | Матчі  | Голи   |
| ----------------- | ----------------- | ---------- | ---------- | -------- | -------- | ------ | ------ |
| Марокко           |                   |            |            |          |          |        |        |
| 2024              | 2                 | 0          | 4          | 0        | 6        | 0      |        |
| Всього за кар'єру | Всього за кар'єру | 2          | 0          | 4        | 0        | 6      | 0      |

### Матчі за збірну
Станом на 12 жовтня 2024 
| Матчі Ільяса Ахомаша за збірну Марокко | Матчі Ільяса Ахомаша за збірну Марокко | Матчі Ільяса Ахомаша за збірну Марокко | Матчі Ільяса Ахомаша за збірну Марокко | Матчі Ільяса Ахомаша за збірну Марокко | Матчі Ільяса Ахомаша за збірну Марокко | Матчі Ільяса Ахомаша за збірну Марокко | Матчі Ільяса Ахомаша за збірну Марокко |
| №                                      | Дата                                   | Суперник                               | Рахунок                                | Голи                                   | Картки                                 | Хвилини                                | Змагання                               |
| -------------------------------------- | -------------------------------------- | -------------------------------------- | -------------------------------------- | -------------------------------------- | -------------------------------------- | -------------------------------------- | -------------------------------------- |
| 1                                      | 22 березня 2024                        | Ангола                                 | 1–0                                    |                                        |                                        | 3'                                     | Товариський матч                       |
| 2                                      | 27 березня 2024                        | Мавританія                             | 0–0                                    |                                        |                                        | 14'                                    | Товариський матч                       |
| 3                                      | 11 червня 2024                         | Республіка Конго                       | 6–0                                    |                                        |                                        | 29'                                    | Відбіркові матчі ЧС-2026               |
| 4                                      | 6 вересня 2024                         | Габон                                  | 4–1                                    |                                        |                                        | 16'                                    | Відбіркові матчі КАН-2025              |
| 5                                      | 9 вересня 2024                         | Лесото                                 | 1–0                                    |                                        |                                        | 57'                                    | Відбіркові матчі КАН-2025              |
| 6                                      | 12 жовтня 2024                         | ЦАР                                    | 5–0                                    |                                        | 86'                                    | 14'                                    | Відбіркові матчі КАН-2025              |

Всього: 6 матчів / 0 голів; 5 перемог, 1 нічия, 0 поразок.

## Досягнення
Збірна Марокко (олімп.)
- Бронзовий призер Олімпійських ігор: 2024[25]